# Krŏng Khémârâ Phumĭn
Krŏng Khémârâ Phumĭn är ett distrikt i Kambodja.   Det ligger i provinsen Koh Kong, i den sydvästra delen av landet, 210 km väster om huvudstaden Phnom Penh.
Distriktet indelas i Smach Mean Chey, Dang Tong och Steung Veng.